# اندرس گومز (ورزشکار)
اندرس گومز (اسپانیایی: Andrés Gómez‎؛ ۳۰ نوامبر ۱۹۱۳ – ۲۶ ژوئیهٔ ۱۹۹۱) بازیکن بسکتبال اهل مکزیک بود.